# Ана Аткинс
Ана Аткинс (енгл. Anna Atkins; 16. март 1799 - 9. јун 1871) била је енглеска ботаничарка и фотографкиња. Често се сматра првом особом која је издала књигу илустровану фотографским сликама. Неки извори тврде да је била прва жена која је израдила фотографију.

## Детињство и младост
Рођена је у Тонбриџу, Кент, Енглеска. Њена мајка, Хестер Ен, није се опоравила од последица порођаја и умрла је 1800. Ана је постала блиска са својим оцем Џоном Џорџом Чилдреном, научником с много интереса; на пример, у његову част су названи минерал чилдренит и Чилдренов питон (Antaresia childreni). Ана је добила неуобичајено велико научно образовање за жену свог времена. Њене детаљне гравире шкољака послужиле су њеном оцу за илустровање своје књиге „Ламаркови родови шкољака“ (Lamarck's Genera of Shells, 1823.), превод Ламарковог дела „Природопис животиња без кичме“ (Histoire naturelle des animaux sans vertèbres, 1815. – 1822.).
Године 1825. удала се за Џона Пелија Аткинса те су се преселили у Халстед Плејс, дом породице Аткинс у Севеоуксу у Кенту. Потом је наставила своје занимање за ботанику, примера ради, скупљајући осушене биљке. Оне су после вероватно служиле као фотограми.

## Фотографија
Џон Џорџ Чилдрен и Џон Пели Аткинс били су пријатељи Талбота. Ана је непосредно од Талбота дознала о његовим двама изумима везаним за фотографију: техници “фотогенског цртања” (у којој се предмет поставља на фотосензитиван папир који се излаже сунцу ради стварања слике) и калотипији.
Знало се да је Аткинс до 1841. имала приступ камери. Неки извори тврде да је она била прва жена фотограф. Други извори наводе Констанс Талбот, супругу Вилијама Фокса Талбота. Будући да се ниједна фотографија камером Ане Аткинс и ниједна фотографија Констанс Талбот није сачувала, овај се проблем можда никада неће моћи разрешити.

## Фотографија британских алги: цијанотипске импресије
Џон Хершел, Аткинсин и Чилдренов пријатељ, изумео је цијанотипски фотографски поступак 1842. У року од годину дана Аткинс је применила овај поступак на алге, тачније на морску траву, начинивши цијанотипске фотограме који су били контактно копирани постављањем немонтираног оригинала од осушених алги директно на цијанотипски папир.
Аткинс је своје фотограме сама издала у у првом наставку свог дела „Фотографија британских алги: цијанотипске импресије“ (Photographs of British Algae: Cyanotype Impressions) објављену октобра 1843. Иако приватно издата у ограниченом броју копија и руком писаним текстом, ова књига сматра се првом књигом илустрованом фотографским сликама. Осам месеци касније, у јуну 1844, изашао је први свезак „Оловке природе“ (The Pencil of Nature) Вилијама Хенрија Фокса Талбота; ова књига је била прва фотографски илустрована књига која је комерцијално издата.
Аткинс је између 1843. и 1853. укупно произвела три копије ове књиге. Познато је да постоји тек 17 копија ове књиге које се налазе у различитим стањима довршености. Копије данас чувају разне институције, а неке од њих су:
- Британска библиотека у Лондону, која онлајн пружа скенирану верзију књиге од 429 страна са додатним плочама[21][22]
- Келвингрувска уметничка галерија и музеј у Глазгову у Шкотској[23]
- Метрополитански музеј уметности у Њујорку[24]
- Њујоршка јавна библиотека[25], која онлајн пружа скенове 285 страница своје књиге[26]
- Краљевско друштво у Лондону, које поседује копију са 403 стране и 389 плоча за коју се сматра да је једина сачувана копија књиге какву је Аткинс намеравала начинити[21][27]
- Викторијин и Албертов музеј у Лондону чува неколико оригиналних дела у својој библиотеци
- Линеово друштво у Лондону[28], који садржи копију без седмог дела из прве свеске

Будући да је књига ретка и од велике историјске важности, прилично је скупа. Једна копија ове књиге са 411 плоча у три свеске била је продата за 135 500 британских фунти на аукцији 1996. Друга копија с 382 отиска у две свеске, коју је поседовао научник Роберт Хунт, продата је за 229 250 британских фунти на аукцији 2004. године.
Ана Аткинс умрла је у Халстед Плејсу од парализе, реуматизма и исцрпљености у 72. години.